# Двуозёрный
Двуозёрный — посёлок в Чановском районе Новосибирской области. Входит в состав Отреченского сельсовета.

## География
Площадь посёлка — 17 гектаров.

## История
В 1976 г. Указом Президиума ВС РСФСР посёлок фермы №2 совхоза «Отреченский» переименован в Двуозёрный.

## Население
| 2002 | 2007 | 2010 |
| ---- | ---- | ---- |
| 101  | ↘100 | ↘81  |

## Инфраструктура
В посёлке по данным на 2007 год функционирует 1 учреждение образования.